# John Matiasson
John Artur Matiasson, född 5 januari 1916 i Stenkyrka, död 13 maj 2011, var en svensk jurist som var lagman i Simrishamns tingsrätt från 1976 till 1981.
Matiasson blev juris kandidat vid Lunds universitet 1942 och genomförde tingstjänstgöring 1942-1945 och var 1949-1959 fiskal. Han var rådman i Malmö rådhusrätt 1966-1970, var rådman i Malmö tingsrätt 1971-1976 och var lagman i  1976-1981,
Matiasson var son till lantbrukare Peter Matiasson och hans Agda, född Olausson. Han var från 1946 gift med Ulla, född Odell 1922.